# Vingåker
Vingåker est une localité de Suède dans la commune de Vingåker, dont elle est le chef-lieu, située dans le comté de Södermanland.
Sa population était de 4 739 habitants en 2019.